# Rafael Calvo Ortega
Pour les articles homonymes, voir Ortega.
Rafael Calvo Ortega, né le 26 août 1933 à El Espinar, est un homme politique espagnol de tendance centriste et conservatrice.
Il est ministre du Travail entre 1978 et 1980, secrétaire général de l'Union du centre démocratique de 1980 à 1981, député européen entre 1987 et 1994, et président du Centre démocratique et social de 1991 à 1998.

## Biographie

### Formation
Après avoir obtenu sa licence en droit à l'université de Salamanque, il passe avec succès son doctorat à l'université de Bologne. Il reçoit à cette occasion le prix « Victor-Emmanuel II », qui récompense la meilleure thèse doctorale.
Revenu en Espagne, il embrasse une carrière universitaire. En 1970 en effet, il est nommé professeur agrégé de droit fiscal à l'université de Salamanque. Il est promu, six ans plus tard, professeur des universités de droit financier et fiscal à l'université de Valladolid, étant spécifiquement affecté à la faculté de droit de Saint-Sébastien.

### Débuts en politique
Dans la perspective des élections constituantes du 15 juin 1977, l'Union du centre démocratique (UCD) l'investit candidat au Sénat dans sa province natale de Ségovie. Il y totalise 50 105 voix, un résultat faisant de lui le mieux élu des quatre sénateurs de la circonscription. Il est choisi comme porte-parole du groupe UCD à la chambre haute le 26 juillet suivant.

### Ministre du Travail
Le 24 février 1978, à 44 ans, Rafael Calvo Ortega est nommé ministre du Travail à l'occasion d'un remaniement gouvernemental. Prenant officiellement ses fonctions le lendemain, il est alors présenté comme un collaborateur direct d'Adolfo Suárez, son nom ayant récemment été évoqué pour prendre le poste de secrétaire général de l'UCD, et un représentant de la « droite civilisée ».
Pour les élections générales du 1er mars 1979, il postule au Congrès des députés dans la province d'Oviedo. Il est reconduit dans ses responsabilités ministérielles le 6 avril suivant.
En mars 1980, après quatre mois de débats aux Cortes Generales, la loi relative au statut des travailleurs entre en vigueur, marquant le premier pas de l'application des dispositions sociales de la nouvelle Constitution.

### Secrétaire général de l'UCD
À l'occasion du remaniement ministériel orchestré le 3 mai suivant, il est relevé de ses fonctions exécutives au profit de Salvador Sánchez-Terán.
Le 11 mai, il est proposé par Suárez au conseil politique de l'UCD comme candidat au poste de secrétaire général du parti, en remplacement du nouveau ministre de la Présidence Rafael Arias-Salgado. Il est élu par 107 voix pour et 32 votes blancs.
Alors qu'il est initialement maintenu dans ses fonctions quand Agustín Rodríguez Sahagún prend la tête du parti, en février 1981, il se voit finalement remplacé par Íñigo Cavero le 30 novembre suivant.

### Passage au CDS
En 1982, il suit Adolfo Suárez quand ce dernier rompt avec l'UCD et fonde le Centre démocratique et social (CDS). Il se présente alors aux élections générales anticipées du 28 octobre suivant, en deuxième position sur la liste que mène Suárez dans la province de Madrid. Cependant, le CDS n'y remporte qu'un seul siège au Congrès des députés, ce qui met un terme à sa carrière parlementaire. Il se met en retrait de la vie politique et ne se présente même pas aux élections générales anticipées du 22 juin 1986.

### Député européen
Il revient finalement en première ligne aux élections européennes du 10 juin 1987, occupant la troisième place de la liste du CDS emmenée par Eduard Punset. Il siège parmi les non-inscrits et à la commission des Budgets.
Il est rétrogradé en quatrième position de la liste centriste aux élections européennes du 15 juin 1989 et se trouve réélu député européen. À une dizaine de jours du début de la législature, lui et ses collègues annoncent quitter le groupe des non-inscrits et d'adhérer au groupe des Libéraux, démocrates et réformateurs (LDR), sans explication particulière sur cette décision. Pour ce second mandat, il siège alors à la commission de la Politique régionale et de l'Aménagement du territoire.

### Président du CDS
À l'occasion du congrès national extraordinaire du CDS, Rafael Calvo Ortega est élu président du parti le 29 septembre 1991 par 445 voix, contre 339 à Raúl Morodo, candidat officiellement soutenu par Suárez. En revanche, son propre candidat au secrétariat général, l'ancien ministre Rafael Arias-Salgado, est battu avec 279 voix, devançant par ailleurs Rosa Posada, la candidate de Suárez. Dès le 5 avril 1992, il s'accorde avec le porte-parole parlementaire pour faire remplacer le secrétaire général du parti, dans un climat de forte division au sein de l'assemblée nationale du CDS.
Il échoue largement aux élections générales anticipées du 6 juin 1993, en recueillant moins de 450 000 voix. Pour ce scrutin, il postulait en tête de liste dans la Communauté de Madrid. Alors que l'appareil évoque une dissolution du CDS, Calvo Ortega s'y oppose et remporte un soutien massif des 655 délégués au congrès convoqué au mois de juillet suivant, dans la mesure où les deux tiers d'entre eux s'opposent à une telle décision.
Pour les élections européennes du 12 juin 1994, il constitue une coalition avec le Forum (Foro), le parti d'Eduard Punset, une alliance dont il affirme qu'elle contient « les essences de l'UCD », ce qui compte plus que les personnes. Pour ce scrutin, il est deuxième de la liste Foro-CDS qui réalise un score inférieur à 200 000 bulletins. Il ne se présente pas aux élections générales anticipées du 3 mars 1996, puis est remplacé à la présidence du parti le 29 novembre 1998 par Teresa Gómez Limón.

### Après la politique
Après avoir obtenu un poste de professeur des universités de droit financier et fiscal à l'université complutense de Madrid au mois de juillet 1997, il est proposé en mai 2001 par le ministre du Travail et des Affaires sociales Juan Carlos Aparicio pour présider le Conseil économique et social. Il y renonce finalement au bout de deux mois, avant même d'avoir été élu, invoquant des motifs personnels et professionnels.

### Vie privée
Marié à la professeure d’université Mercedes Vérgez Sánchez, il est père de quatre enfants et plusieurs fois grand- père.